# Глажута
Глажута (словен. Glažuta) — поселення в общині Лошкий Поток, регіон Південно-Східна Словенія, Словенія. Висота над рівнем моря: 763,5 м.